# Xestoleptura nigroflava
Xestoleptura nigroflava är en skalbaggsart som först beskrevs av Johann Mihály Fuss 1852.  Xestoleptura nigroflava ingår i släktet Xestoleptura och familjen långhorningar. Inga underarter finns listade i Catalogue of Life.